# Session Announcement Protocol
Session Announcement Protocol（SAP）は、マルチキャストセッション情報をブロードキャストするための実験的なプロトコルである。SAPは、IETFによってRFC 2974として公開された。 
SAPは通常、Real-time Transport ProtocolセッションのdescriptionのフォーマットとしてSession Description Protocol（SDP）を使用する。アナウンスデータは、 IPマルチキャストとUser Datagram Protocolを使用して送信される。 
SAPでは、送信者は定期的に、SDPのdescriptionを既知のマルチキャストアドレスおよびポートにブロードキャストする。SAPを受信するアプリケーションは、SAPマルチキャストをlistenし、伝送されたすべてのマルチキャストセッションのガイドを構築できる。

## アナウンスの間隔
アナウンスの間隔は、デフォルトでは、マルチキャスト配信範囲内のすべてのSAPアナウンスが毎秒4000ビットを消費するように調整される。ただし、最大アナウンス間隔は300秒（5分）である。アナウンスメントは、アナウンスメント間隔の10倍または1時間のどちらか大きい方の期間で、自動的に期限切れとなる。アナウンスは、元の発行者によって明示的に取り下げられる場合もある。 

## 認証、暗号化、および圧縮
SAPは、アナウンスを認証および暗号化するための個別の方法を定義している。暗号化の使用は推奨されない。認証機能を使用すると、不正な変更やその他のDoS攻撃を防止できる。認証はオプションである。サポートされているのは、以下の2つの認証方式である。 
1. RFC 2440で定義されているPretty Good Privacy
2. RFC 5652で定義されている暗号メッセージ構文

メッセージ本体は、オプションでRFC 1950で定義されているzlib形式を使用して圧縮できる。 